# Ostrowy nad Okszą (gromada)
Ostrowy nad Okszą – dawna gromada, czyli najmniejsza jednostka podziału terytorialnego Polskiej Rzeczypospolitej Ludowej w latach 1954–1972.
Gromady, z gromadzkimi radami narodowymi (GRN) jako organami władzy najniższego stopnia na wsi, funkcjonowały od reformy reorganizującej administrację wiejską przeprowadzonej jesienią 1954 do momentu ich zniesienia z dniem 1 stycznia 1973, tym samym wypierając organizację gminną w latach 1954–1972.
Gromadę Ostrowy nad Okszą z siedzibą GRN w Ostrowach nad Okszą utworzono – jako jedną z 8759 gromad na obszarze Polski – w powiecie kłobuckim w woj. stalinogrodzkim, na mocy uchwały nr 19/54 WRN w Stalinogrodzie z dnia 5 października 1954. W skład jednostki weszły obszary dotychczasowych gromad Borowa, Mazówki i Ostrowy nad Okszą ze zniesionej gminy Ostrowy nad Okszą w tymże powiecie, a także oddziały leśne nr nr 1–38, 47–64, 69–86 i 87–114 z Nadleśnictwa Łobodno. Dla gromady ustalono 25 członków gromadzkiej rady narodowej.
20 grudnia 1956 województwo stalinogrodzkie przemianowano (z powrotem) na katowickie.
1 lipca 1966 z gromady Ostrowy nad Okszą wyłączono wieś Borowa, włączając ją do gromady Miedźno w tymże powiecie.
Gromada przetrwała do końca 1972 roku, czyli do kolejnej reformy gminnej.